# Unia Polskiego Przemysłu Górniczo-Hutniczego
Unia Polskiego Przemysłu Górniczo-Hutniczego – była organizacją zrzeszającą w II RP przedsiębiorstwa górnicze i hutnicze na terenie Polski. Do jej zadań należało uzgadnianie opinii przemysłu górniczo-hutniczego w ważnych kwestiach polityki gospodarczej, zarówno co do problemów ogólnogospodarczych, jak i co do zagadnień polityki podatkowej, traktatowej i celnej, komunikacyjno-taryfowej, socjalnej itd., opiniowanie rządowych projektów w dziedzinie ustawodawstwa ogólnego i – zwłaszcza – gospodarczego, systematyczne zbieranie i opracowywanie materiałów statystycznych, dotyczących reprezentowanych przez Unię przemysłów, opracowywanie wspólnych wytycznych dla posunięć przemysłu węglowego w dziedzinie modernizacji technicznej, racjonalizacji produkcji, bezpieczeństwa pracy na kopalniach, technologii węgla, normalizacji stosowanych w górnictwie materiałów i narzędzi, zmniejszenia szkód górniczych, szkolnictwa górniczego itd.
W chwili przyłączenia Górnego Śląska do Polski istniały dwie organizacje branżowe przemysłu węglowego, pochodzące z czasów przedwojennych. W Zagłębiu Śląskim Górnośląski Związek Przemysłowców Górniczo-Hutniczych zaś w Zagłębiu Dąbrowskim i Krakowskiem – Rada Zjazdów Przemysłowców Górniczych i Hutniczych. Dla obrony interesów handlowych działała na terenie Śląska od 1898 r. Górnośląska Konwencja Węglowa.
W lipcu 1925 przemysł Zagłębia Dąbrowskiego i Krakowskiego stworzyły podobną organizację pod nazwą Dąbrowsko-Krakowskiej Konwencji Węglowej, a równocześnie powstała wspólna nadbudowa pod postacią Ogólnopolskiej Konwencji Węglowej. W 1931 r. Ogólnopolska Konwencja Węglowa została przekształcona w Polską Konwencję Węglową, jedyne odtąd zrzeszenie przemysłu węglowego dla zadań organizacyjno-handlowych. Celem Polskiej Konwencji było zapobieganie niezdrowej konkurencji przy zbywaniu polskiego węgla i brykietów. Wyznaczała ona swoim członkom kwoty węgla i brykietów do zbytu, ustalała ceny oraz warunki dostawy i płatności. W 1932 roku uprawnienia w tej dziedzinie zostały przekazane, na mocy Rozporządzenia Prezydenta Rzeczypospolitej z dnia 6 kwietnia 1932 r. w sprawie regulowania obrotu węgla, Ministrowi Przemysłu i Handlu.
Z chwilą utworzenia Polskiej Konwencji Węglowej podjęto prace nad utworzeniem wspólnej organizacji dla reprezentacji i obrony interesów przemysłu węglowego. Prace te zostały zakończone powołaniem 20 kwietnia 1932 r. Unii Polskiego Przemysłu Górniczo-Hutniczego, która rozpoczęła swe czynności w maju 1932 r. Z tą chwilą zarówno Górnośląski Związek Przemysłowców Górniczo-Hutniczych, jak i Rada Zjazdu Przemysłowców Górniczych i Hutniczych przeszły w stan likwidacji. 
Siedzibą Unii były Katowice. W jej pierwotny skład weszło 18 przedsiębiorców z Górnego Śląska, 11 z Zagłębia Dąbrowskiego i 6 z Zagłębia Krakowskiego. Z inicjatywy wojewody Grażyńskiego w roku 1933 została dokonana narodowościowa lustracja kadr kierowniczych w przedsiębiorstwach śląskich, oparta na wprowadzeniu na Śląsku 24 marca 1933 r. polskiego prawa przemysłowego. Znaczną część niemieckiej kadry kierowniczej i inżynieryjno-technicznej zastąpiono personelem polskim, lojalnym wobec Rządu RP i Bezpartyjnego Bloku Współpracy z Rządem. Komitet prezydialny Unii Przemysłu Górniczo-Hutniczego został zdominowany przez 37 Polaków.